# Scheveningseveer
Het Scheveningseveer is een straat aan de Noord Singelsgracht in Den Haag, gelegen tussen de Zeestraat, de Amaliastraat en het Noordeinde en tussen de Mauritskade en de Hogewal. De naam Scheveningseveer slaat op het wagenveer dat vanaf de zeventiende eeuw personen uit Den Haag per koets over de toen aangelegde Scheveningseweg vervoerde naar Scheveningen en terug.

## Wagenveer
Naast het Scheveningseveer lag een van de toegangen tot de stad. De "Zeestraat naar Scheveningen", tegenwoordig bekend als de Scheveningseweg, ging daar via de huidige Zeestraat over in het Noordeinde. De rond 1600 op die plek bestaande gracht liep toen vanaf de Denneweg en eindigde náást het Scheveningseveer. Vóór de aanleg van de singelsgrachten kon men vanuit de Scheveningse duinen zonder belemmering Den Haag binnenlopen via het Noordeinde. Den Haag was toen nog niet geheel omsingeld (met grachten). De gracht aan de Hogewal en Mauritskade wordt van oudsher de Noord Singelsgracht genoemd en maakt deel uit van de Haagse grachtengordel. De straat Hogewal bestaat pas vanaf de doortrekking van de Noord Singelsgracht in het begin van de zeventiende eeuw en de Mauritskade dateert van nog later, de negentiende eeuw. Na het verlengen van de Noord Singelsgracht werden het Noordeinde en de zeestraat met elkaar verbonden via een ophaalbrug, genaamd de Scheveningsebrug. Voor de veiligheid werd deze 's nachts opgehaald.
De naam "veer" slaat in dit kader niet op een bootdienst, maar op de verbinding met Scheveningen door een koetsdienst, die bij voldoende betalende passagiers de rit ondernam. In Scheveningen werd de plek waar de Prins Willemstraat en de Badhuisstraat samenkomen het “Haagscheveer” genoemd. Vanaf daar keerde de koetsdienst terug naar Den Haag. In die tijd (17e eeuw) werd een dergelijke pendeldienst een wagenveer genoemd.
Vanaf ongeveer 1666 stonden er altijd koetsen klaar op het Scheveningseveer, om reizigers naar Scheveningen te brengen. Toch is dit later geen tramverbinding geworden. Tussen 1906 en 1963 reed hier wel tramlijn 5, maar die ging niet naar Scheveningen.

## Bebouwing

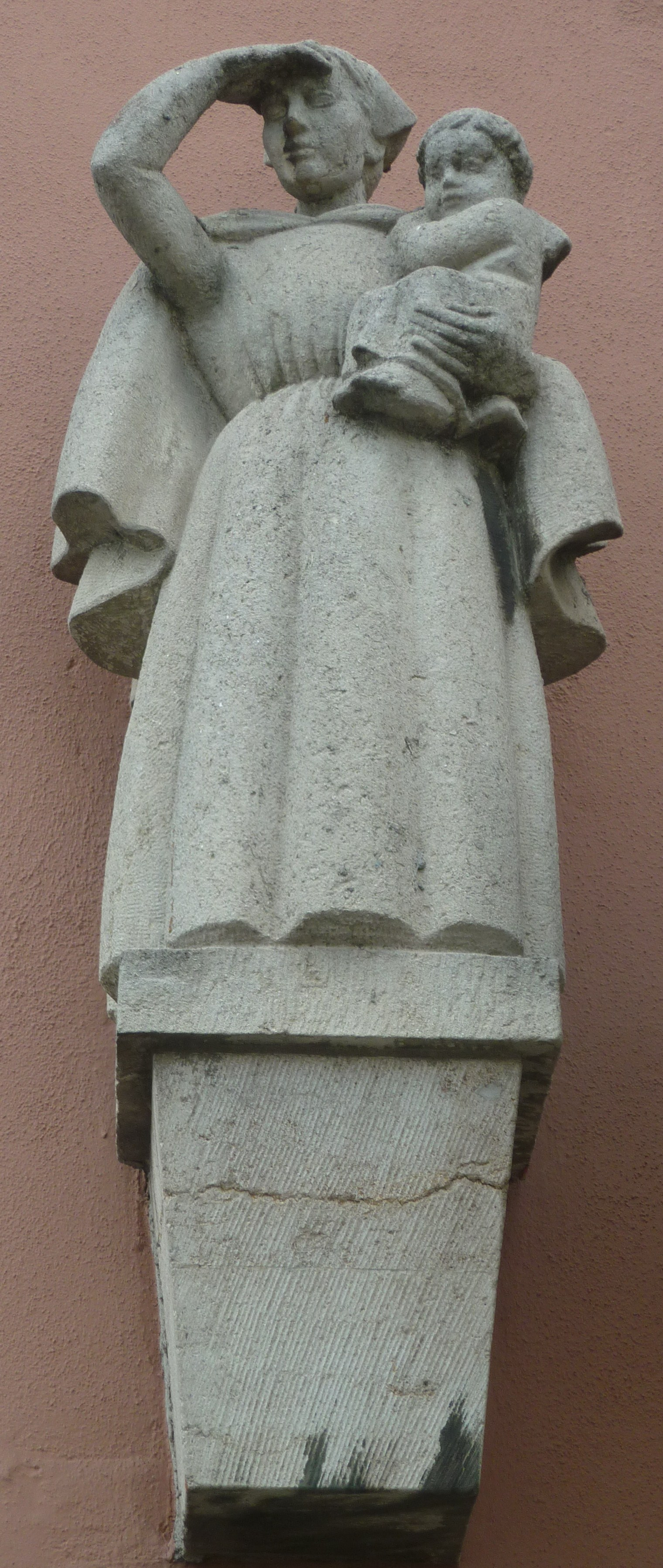

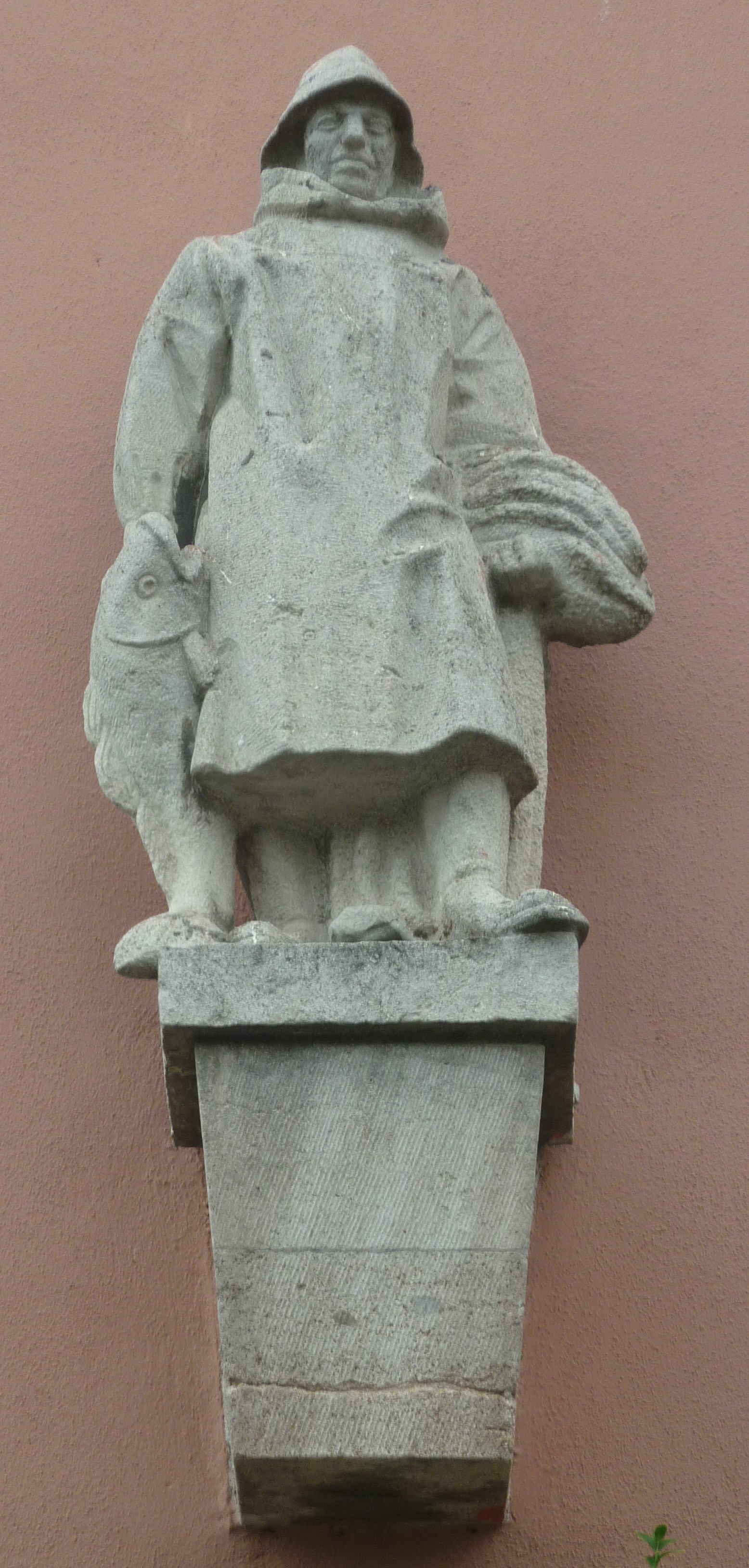

Op de hoek van het Noordeinde staat de oudste bar van Den Haag, voor het eerst genoemd in 1630 als herberg 'De Groene Valck' en met op de gevel de tekst Anno 1630. Later werd dit etablissement omgedoopt tot 'De Kleine Witte' en na de laatste verbouwing de 'Prins Taveerne', naar de toenmalige eigenares. Nadat de Scheveningseweg in 1653 was aangelegd werd het steeds drukker en later in de 17de eeuw werden daar nog zes panden neergezet tussen het Noordeinde en de Amaliastraat. Er kwam een hoefsmid en later ook een kapper. Alleen het pand van de taveerne is voor een belangrijk deel in haar oorspronkelijke staat bewaard gebleven.
Drie later toegevoegde beelden op de gevel van de oude Prins Taveerne (thans: The Springbok Bar) herinneren aan de Scheveningers die daar passeerden op weg naar de markt. Aan de voorkant bevinden zich een visser met oliejas en zuidwester en een vrouw met een kind op haar arm, gemaakt door beeldhouwer Dirk Bus. Op de andere gevel is een zeilschip te vinden.